# Wilbur Smith
Pour les articles homonymes, voir Smith.
Œuvres principales
- Saga des Courtney

Wilbur Addison Smith, né le 9 janvier 1933 à Broken-Hill en Rhodésie du Nord et mort le 13 novembre 2021 au Cap (Afrique du Sud), est un écrivain et romancier sud-africain et britannique de langue anglaise.

## Biographie
Wilbur Smith est né en Rhodésie du Nord, l'actuelle Zambie. Il vit depuis des années entre Le Cap et Londres. L'Afrique où il a passé la majeure partie de son existence est la source d'inspiration de ses nombreux romans.
Après ses études en Afrique du Sud, il devient expert-comptable puis écrivain à succès.
Auteur de plus de trente ouvrages, Wilbur Smith est considéré comme le maître incontesté du roman d'aventures. Tous ses livres, traduits en vingt-sept langues, ont été des best-sellers mondiaux.
Au travers de ses romans, et notamment les séries Courtney et Ballantyne, il brosse une histoire du sud de l'Afrique (Afrique du Sud et Rhodésie principalement), depuis les premiers colons néerlandais jusqu'à l'instauration de l'apartheid et la décolonisation de la deuxième moitié du XXe siècle.
Wilbur Smith décède le 13 novembre 2021 à l'âge de 88 ans dans sa demeure du Cap.

## Œuvres

### La famille Courtney
L'action se situe principalement en Afrique du Sud. Les romans racontent l'histoire de la famille Courtney, qui au XVIIe siècle quitte l'Angleterre pour s'installer en Afrique, d'abord au Cap puis dans le Natal. Ses membres participeront à toutes les guerres, depuis la Guerre des Boers jusqu'à la Seconde Guerre mondiale, et même la guerre d'indépendance du Mozambique.
- Quand le lion a faim (When the Lion Feeds), 1964
- Coups de tonnerre (The Sound of Thunder), 1966
- La Piste du chacal (A Sparrow Falls), 1977
- La Montagne de Diamants I, Les Feux du désert (The Burning Shore), 1985
- La Montagne de Diamants II, Le Royaume des tempêtes (Power of the Sword), 1986
- Le Serpent vert (Rage), 1987
- Le Dernier safari (A Time to Die), 1989
- La Piste du renard (Golden Fox), 1990
- Le Destin du chasseur (Assegai), 2009

L'action se situe antérieurement aux romans précédents :
- Les Oiseaux de proie (Birds of Prey), 1997
- Mousson (Monsoon), 1999
- À l'Ouest de l'Horizon (Blue Horizon), 2003
- Golden Lion, 2015

Un peu à part on trouve également :
- Le Triomphe du soleil (The Triumph of the Sun), 2005, qui met en scène Ryder Courtney mais également Penrod Ballantyne et se situe chronologiquement entre Quand le lion a faim et Coups de tonnerre (l'action se déroule dans les années 1880), et géographiquement au Soudan.

### La famille Ballantyne
L'action se situe en Rhodésie du Sud. Les romans racontent l'histoire de la famille Ballantyne, qui commence avec Robyn (première femme médecin anglaise) et son frère Zouga, qui quittent l'Angleterre pour l'Afrique, suivant les traces de leur père, un missionnaire disparu en Afrique. Ils participeront avec leurs descendants à la conquête de la Rhodésie.
Les trois premiers romans racontent la colonisation de la Rhodésie au XIXe siècle ; la deuxième partie du troisième roman et le quatrième roman évoquent la fin de la domination des blancs (dans les années 1970-1980).
- L'Œil du faucon (A Falcon Flies), 1980
- À la conquête du royaume (Men of Men), 1981
- La Troisième Prophétie (The Angels Weep), 1982
- Le léopard chasse la nuit (The Leopard Hunts in Darkness), 1984

Un peu à part on trouve également :
- Le Triomphe du soleil (The Triumph of the Sun), 2005, qui met en scène Penrod Ballantyne mais également Ryder Courtney et se situe chronologiquement entre La troisième prophétie et Le léopard chasse la nuit (l'action se déroule dans les années 1880), et géographiquement au Soudan.

### Les romans égyptiens
L'action se situe principalement en Égypte :
- Le Dieu fleuve (River God), 1993
- Le Septième Papyrus (The Seventh Scroll), 1995 (adapté pour la télévision en 2001)
- Les Fils du Nil (Warlock), 2001
- La Vengeance du Nil (The Quest), 2007
- Le Dieu désert (Desert God), 2014
- Pharaon (Pharaoh), 2017

### Hector Cross
- Attaque en haute mer (Those in peril), 2011
- Cercle vicieux (Vicious Circle), 2013
- Predator, 2016

### Autres romans
- Le Dernier Train du Katanga (The Dark of the Sun), 1965 (adapté au cinéma en 1968 sous le titre The Mercenaries)
- Parole d'homme (Shout at the Devil), 1968
- D'or et d'ébène (Gold Mine), 1970 (adapté au cinéma en 1974 sous le titre Gold)
- L'Oiseau de soleil (The Sunbird), 1972 (Afrique ancienne, Botswana).
- Les Chasseurs de diamants (The Diamond Hunters), 1974 adapté sous le titre La Dernière Rivale
- L'Aigle dans les cieux (Eagle in the Sky), 1974
- L'Œil du tigre (The Eye of the Tiger), 1975
- Les Amazones du désert (Cry Wolf), 1976
- Au péril de la mer (Hungry as the Sea), 1978
- Wild Justice, 1979
- Le Dernier Éléphant (Elephant Song), 1991

### Cross-overs
- dans Les Feux du désert, sur le bateau qui l'emmène en Afrique, Centaine Courtney croise Jordan Ballantyne, qui la demande en mariage ;
- dans Le Triomphe du soleil les personnages principaux sont Penrod Ballantyne et Ryder Courtney ;
- dans D'or et d'ébène, le héros, Rod Ironsides, travaille pour la CRC, une compagnie dont Sean Courtney a été l'un des fondateurs.

## Filmographie
Wilbur Smith a également travaillé comme scénariste pour le cinéma ou la télévision, adaptant plusieurs de ses ouvrages  :
- The Mercenaries (1968), adaptation de The Dark of the Sun
- The Last Lion (1972)
- Gold (1974), adaptation de Gold Mine, avec Roger Moore
- The Kingfisher Caper (1975)
- Shout at the Devil (1976)
- La Montagne de diamants (1991)
- Wild Justice (1994)
- The Seventh Scroll (1999)
- La Dernière Rivale (2001), (adaptation de Diamond Hunters